# Arnon Grunberg
Arnon Grunberg (službeno: Arnon Yasha Yves Grünberg, Amsterdam, 22. veljače 1971.) nizozemski je pisac židovskog podrijetla. Većinom piše pod imenom Arnon Grunberg ali se neko vrijeme koristio heteronimom Marek van der Jagt. Od 29. ožujka 2010. piše dnevnu kolumnu pod nazivom Voetnoot (fusnota) na naslovnoj stranici Volkskrant.
Grunberg je postao poznat svojim romanom prvijencem pod nazivom Blauwe maandagen (Plavi ponedjeljci). Roman je autobiografski i između ostaloga govori o iskustvu njegovih roditelja iz Drugog svjetskog rata. Knjiga je ubrzo postigla međunarodni uspjeh a u Nizozemskoj je osvojila mnogobrojne nagrade. Prevedena je između ostaloga na engleski, danski, francuski, hrvatski, japanski, španjolski, švedski, talijanski. Svojim drugim romanom, Figuranten, potvrdio je svoj talent iako je recepcija ovog djela prošla s manje oduševljenja od Plavih ponedjeljaka. U jesen 2010. godine objavljen je njegov osmi roman pod nazivom Huid en Haar. 